# WACK! Art and the Feminist Revolution
WACK! Art and the Feminist Revolution est une exposition d'art internationale féministe, organisée en premier lieu au musée d'Art contemporain de Los Angeles du 4 mars au 16 juillet 2007. L'exposition voyage ensuite au National Museum of Women in the Arts, de Washington du 21 septembre au 16 décembre 2008, puis à PS1 Contemporary Art Center de New York, du 17 février au 12 mai 2008 et enfin à la Galerie d'art de Vancouver, au Canada, du 4 octobre 2008 au 11 janvier 2009. L’événement de grande envergure présente les œuvres de 120 artistes femmes (et groupes d'artistes femmes) du monde entier.
WACK!: Art and the Feminist Revolution comprend des travaux d'une grande variété de médiums, classés par thèmes tels que : l'abstraction, l'autophotographie, le corps comme médium, les histoires de famille, la performance du genre, la connaissance en tant que puissance, l'histoire de l'art, etc..

## Artistes
Liste complète des artistes présentées dans l'exposition et le catalogue : 
- Magdalena Abakanowicz (1930-2017), sculptrice et artiste textile polonaise
- Marina Abramović (née en 1946), performeuse serbe
- Carla Accardi (1924-2014), peintre italienne
- Chantal Akerman (née en 1950), réalisatrice et artiste belge
- Helena Almeida (1934-2018), artiste portugaise
- Sonia Andrade (née en 1935), artiste brésilienne
- Eleanor Antin (née en 1935), artiste américaine
- Judith F. Baca (née en 1946),  artiste américaine d'origine mexicaine
- Mary Bauermeister (née en 1934), artiste allemande
- Lynda Benglis (née en 1941), artiste américaine
- Berwick Street Film Collective
- Camille Billops (1933-2019), artiste afro-américaine
- Dara Birnbaum (née en 1946), vidéaste et plasticienne américaine
- Louise Bourgeois (1911-2010), sculptrice et plasticienne franco-américaine
- Sheila Levrant de Bretteville (née en 1940), graphiste et artiste américaine
- Theresa Hak Kyung Cha (1951-1982), romancière et artiste américaine d'origine sud-coréenne
- Judy Chicago (née en 1939), artiste américaine
- Lygia Clark (1920-1988), artiste brésilienne
- Tee Corinne (1943-2006), artiste américaine
- Niki de Saint Phalle, Jean Tinguely, et Per Olof Ultvedt
- Jay DeFeo (1929-1989), artiste américaine
- Disband
- Assia Djebar (1936-2015), réalisatrice algérienne
- Rita Donagh (née en 1939), artiste britannique
- Kirsten Dufour (née en 1941), artiste danoise
- Lili Dujourie (née en 1941), vidéaste et plasticien belge
- Mary Beth Edelson (née en 1933), artiste américaine
- Rose English (née en 1950) performeuse britannique
- Valie Export (née en 1940), artiste autrichienne
- Jacqueline Fahey (née en 1929), peintre néo-zélandaise
- Louise Fishman (née en 1939), peintre américaine
- Audrey Flack (née en 1931), artiste américaine
- Iole de Freitas (née en 1945), photographe et réalisatrice brésilienne
- Isa Genzken (née en 1948), artiste allemande
- Nancy Grossman (née en 1940), artiste américaine
- Barbara Hammer (née en 1939), réalisatrice américaine
- Harmony Hammond (née en 1944), artiste et écrivaine américaine
- Margaret Harrison (née en 1940), artiste britannique
- Mary Heilmann (née en 1940), artiste américaine
- Lynn Hershman Leeson (née en 1941), artiste et réalisatrice américaine
- Eva Hesse (1936-1970), sculptrice américaine d'origine allemande
- Susan Hiller (née en 1940), artiste américaine
- Rebecca Horn (née en 1944), plasticienne allemande
- Alexis Hunter (1948-2014), peintre et photographe néo-zélandaise
- Mako Idemitsu (née en 1940), réalisatrice japonaise
- Sanja Iveković (née en 1949), plasticienne croate
- Joan Jonas (née en 1936), vidéaste et performeuse américaine
- Kirsten Justesen (née en 1943), artiste danoise
- Mary Kelly (née en 1941), artiste conceptuelle américaine
- Joyce Kozloff (née en 1942), artiste américaine
- Friedl Kubelka (née en 1946), photographe autrichienne
- Shigeko Kubota (née en 1937), plasticienne japonaise
- Yayoi Kusama (née en 1929), artiste et écrivaine japonaise
- Ketty La Rocca (née en 1938, d. 1976), artiste italienne
- Suzanne Lacy (née en 1945), artiste américaine
- Suzy Lake (née en 1947), artiste américano-canadienne
- Maria Lassnig (1919-2014), artiste autrichienne
- Lesbian Art Project (1977-1979), mouvement artistique de Los Angeles
- Lee Lozano (1930-1999), artiste américaine
- Léa Lublin (née en 1929), performeuse franco-polonaise
- Anna Maria Maiolino (née en 1942), artiste italo-brésilienne
- Mónica Mayer (née en 1954), artiste mexicaine
- Ana Mendieta (1948-1985), plasticienne américano-cubaine
- Annette Messager (née en 1943), plasticienne française
- Marta Minujín et Richard Squires
- Nasreen Mohamedi (1937-1990), artiste indienne
- Linda Montano (née en 1942), performeuse américaine
- Ree Morton (1936-1977), artiste américaine
- Laura Mulvey et Peter Wollen
- Alice Neel (1900-1984), artiste américaine
- Senga Nengudi (née en 1943), artiste afro-américaine
- Ann Newmarch (née en 1945), artiste autrichienne
- Lorraine O'Grady (née en 1934),  artiste conceptuelle américaine
- Pauline Oliveros (née en 1932), compositrice américaine
- Yoko Ono (née en 1933), artiste multimédia japonaise
- ORLAN (née en 1947), artiste française
- Ulrike Ottinger (née en 1942), réalisatrice allemande
- Gina Pane (1939-1990), artiste française
- Catalina Parra (née en 1940), artiste chilienne
- Ewa Partum (née en 1945), artiste germano-polonaise
- Howardena Pindell (née en 1943), artiste américaine
- Adrian Piper (née en 1948), artiste américaine
- Sylvia Plimack Mangold (née en 1938), artiste américaine
- Sally Potter (née en 1949), réalisatrice et performeuse britannique
- Yvonne Rainer (née en 1934), chorégraphe, danseuse et réalisatrice américaine
- Ursula Reuter Christiansen (née en 1943), réalisatrice et peintre germano-danoise
- Lis Rhodes (née en 1942), vidéaste et réalisatrice britannique
- Faith Ringgold (née en 1930) artiste afro-américaine
- Ulrike Rosenbach (née en 1943), vidéaste et performeuse allemande
- Martha Rosler (née en 1943), artiste américaine
- Betye Saar (née en 1926), artiste américaine
- Miriam Schapiro (née en 1923), artiste canadienne
- Mira Schendel (1919-1988), artiste brésilienne
- Carolee Schneemann (née en 1939), artiste américaine
- Joan Semmel (née en 1932), peintre américaine
- Bonnie Sherk (née en 1945), architecte et performeuse américaine
- Cindy Sherman (née en 1954), photographe américaine
- Katharina Sieverding (née en 1944), photographe tchèque
- Sylvia Sleigh (1916-2010), peintre britannique
- Alexis Smith (née en 1949), artiste américaine
- Barbara T. Smith (née en 1931), performeuse américaine
- Mimi Smith (née en 1942), artiste américaine
- Joan Snyder (née en 1940),peintre américaine
- Valerie Solanas (1936-1988), écrivaine américaine
- Annegret Soltau (née en 1946), artiste allemande
- Nancy Spero (1926-2009), artiste américaine
- Spiderwoman Theater
- Lisa Steele (née en 1947), vidéaste canadienne
- Sturtevant  (1924-2014), artiste américaine
- Cosey Fanni Tutti (née en 1951), performeuse britannique
- Mierle Laderman Ukeles (née en 1939), artiste américaine
- Cecilia Vicuña (née en 1947), poétesse, artiste et réalisatrice chilienne
- June Wayne (1918-2011), graveuse et peintre américaine
- "Where We At" Black Women Artists, Inc.
- Colette Whiten (née en 1945), sculptrice et performeuse
- Faith Wilding (née en 1943), plasticienne américano-paraguayenne
- Hannah Wilke (1940-1993), artiste américaine
- Francesca Woodman (1958-1981), photographe américaine
- Nil Yalter (née en 1938), artiste française, Judy Blum Reddy, et Nicole Croiset
- Zarina (née en 1937), artiste indienne

## Catalogue
Le catalogue de l’exposition – également intitulé WACK!: Art and the Feminist Revolution – documente cette première grande rétrospective de l’art et de la révolution féministe. Sous la direction de Cornelia Butler et Lisa Gabrielle Mark, l'ouvrage contient les essais de Cornelia Butler, Judith Russi Kirshner, Catherine Lord, Marsha Meskimmon, Richard Meyer, Helen Molesworth, Peggy Phelan, Nelly Richard, Valerie Smith, Abigail Solomon-Godeau, et Jenni Sorkin.